# Вулиця Гоголя (Одеса)

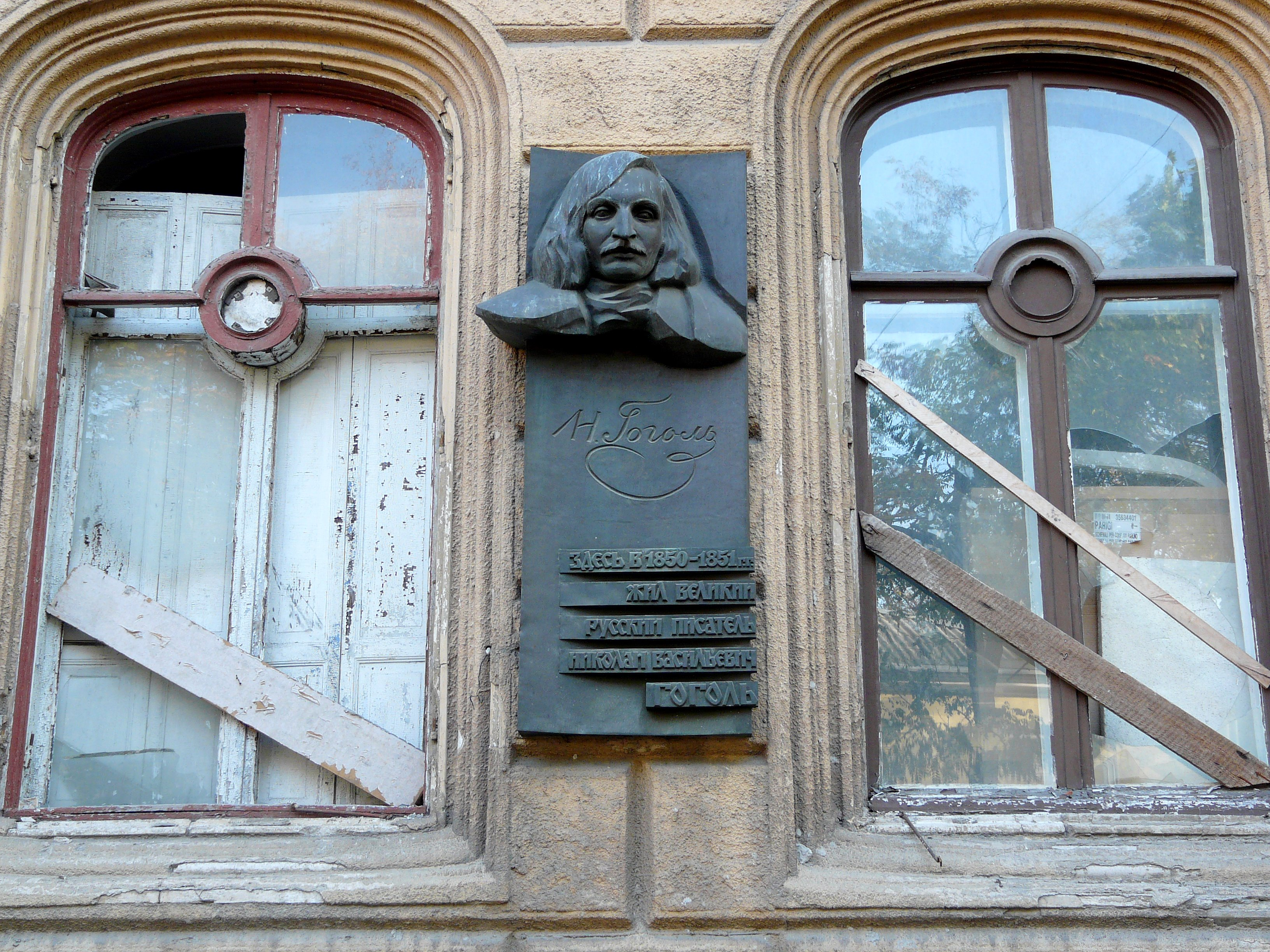
Меморіальна табличка на будинку Трощинського

Ву́лиця Гоголя — вулиця в Одесі. Починається від бульвару Військово-морських сил і закінчується перетином із пров. Футуристів.
Вулиця була заснована у 1828 році під назвою Казармена і проіснувала із цією назвою до 1865 року. Цю первинну назву дали солдатські та офіцерські казарми, які були зведені на схилах Військової балки ще у 1794 році. Будинки, зведені на місцях перших казарм і слугували першими будинками вулиці. Плутанину із назвами спричинив той факт, що фактично одночасно вулиця мала назву Надійної (із варіантом напису Надежнінська) — ця назва зустрічається з 1836 по 1967 роки.
На коротку добу вулиця змінює назву на Телеграфна, у 1868 році. А у 1902 році вулицю було названо в честь Миколи Гоголя, до 50 річниці із дня його народження. Вулицю для цієї назви було обрано, оскільки Гоголь мешкав саме на цій вулиці, спочатку у флігелі маєтку Толстих (у 1848 році), а потім у будинку свого родича — Трощинського (у 1850 році).

## Будівлі
- № 1-3 — Будинок, в якому жив І. П. Рослий, Герой Радянського Союзу
- № 2 — Палац Бжозовського (палац, служби, привратницька)
- № 4 — Будинок Бурназо
- № 5, 7 — Будинок Фальц-Фейна
- № 6 — Будинок Вальтуха
- № 8 — Комплекс будинків Оттона
- № 9 — Будинок Шемякіна
- № 10/1 — Будинок Заріфі
- № 11 — Будинок Трощинського
- № 12 — Будинок Кредитного товариства
- № 13 — Будинок Ковалевського
- № 14 — Будинок Заблудовського
- № 15 — Особняк Манук-Бея
- № 16 — Будинок Масса
- № 17 — Будинок Машевського
- № 18/4 — Особняк Абамеліка
- № 19 — Будинок Толстого
- № 21 — Будинок фон-Деши
- № 23 — Будинок Вассаля

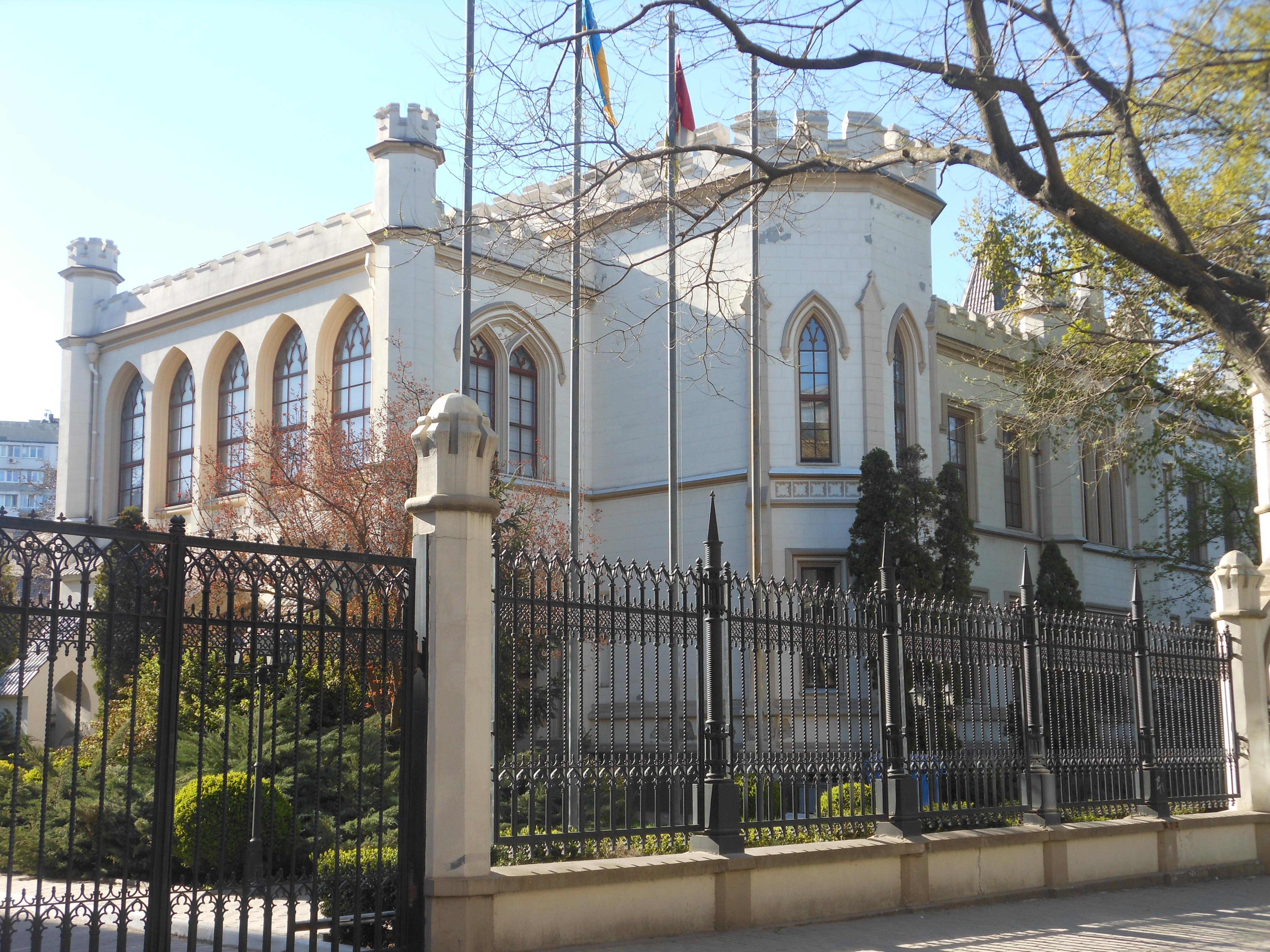
№2 Палац Бжозовського
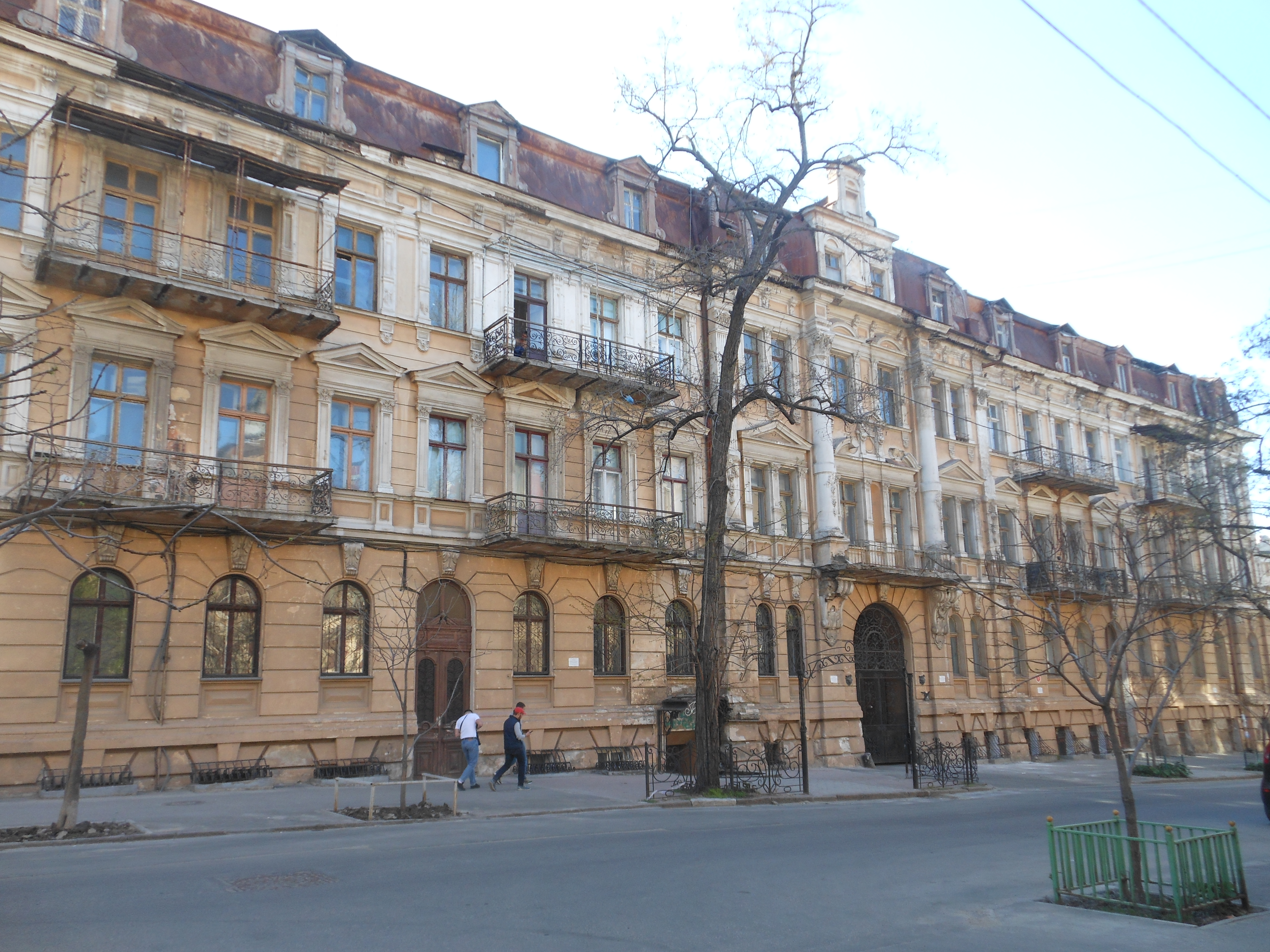
№4 Будинок прибутковий Бурназо
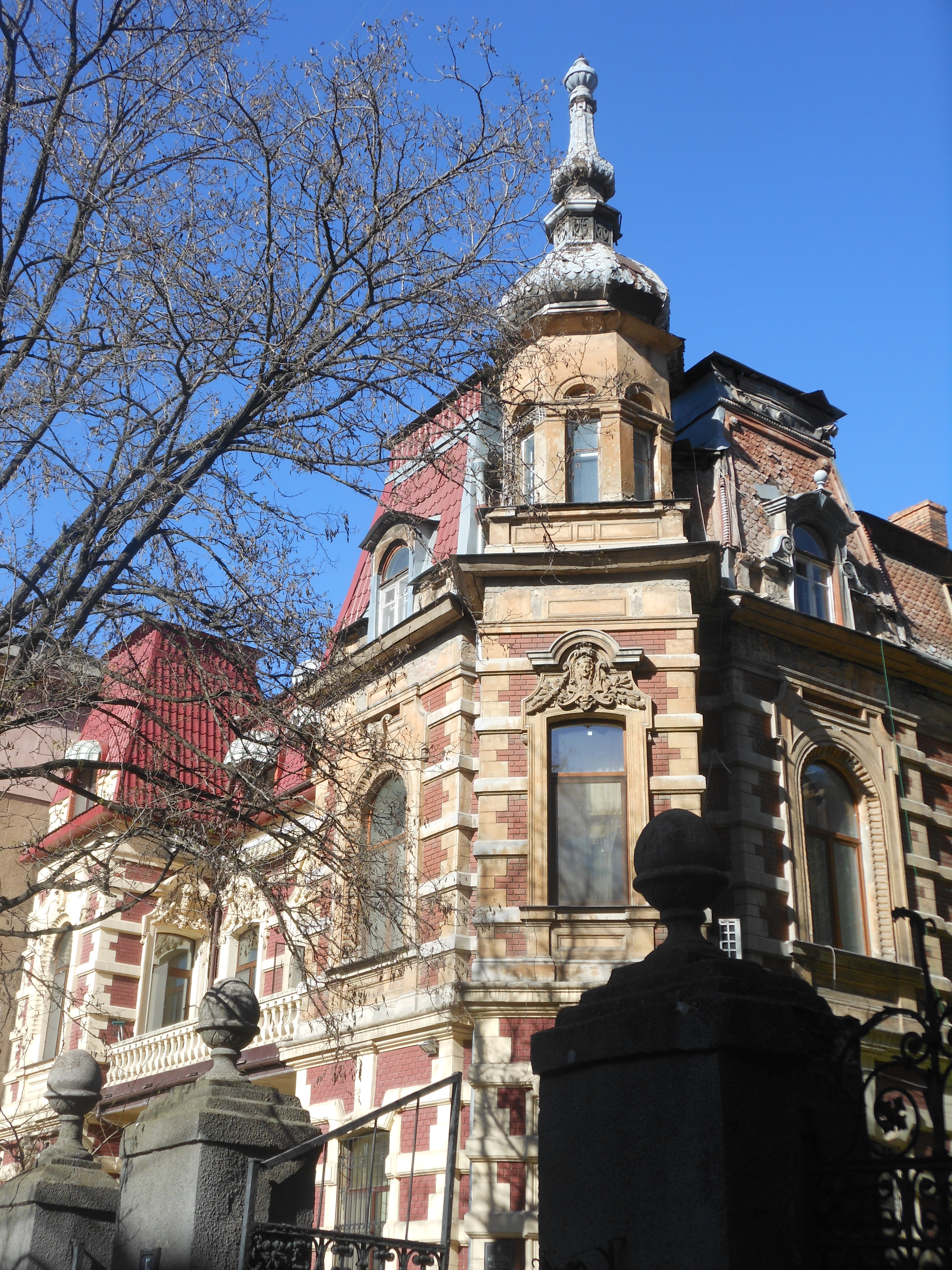
№5 Будинок Фальц-Фейна
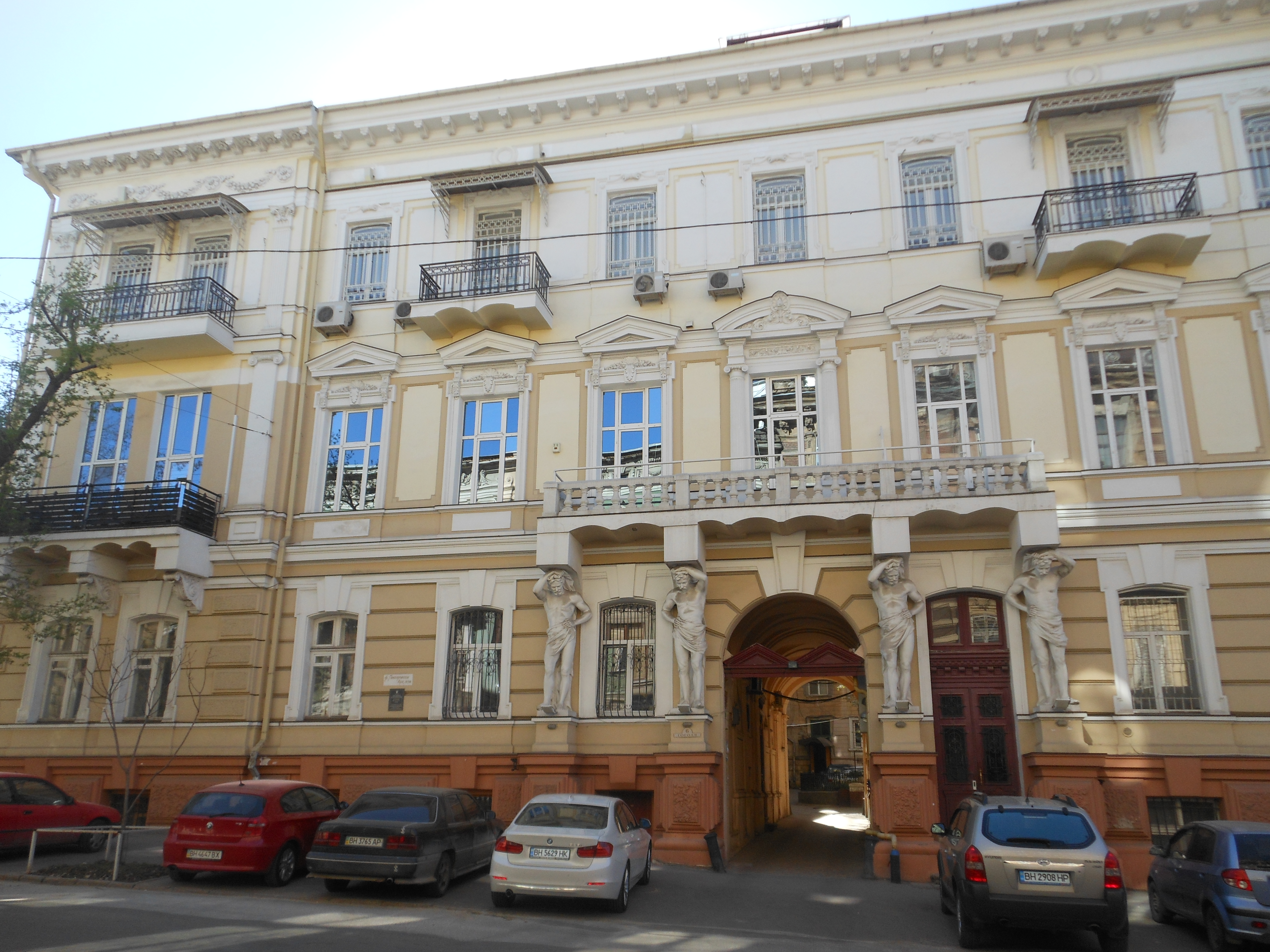
№6 Будинок Вальтуха
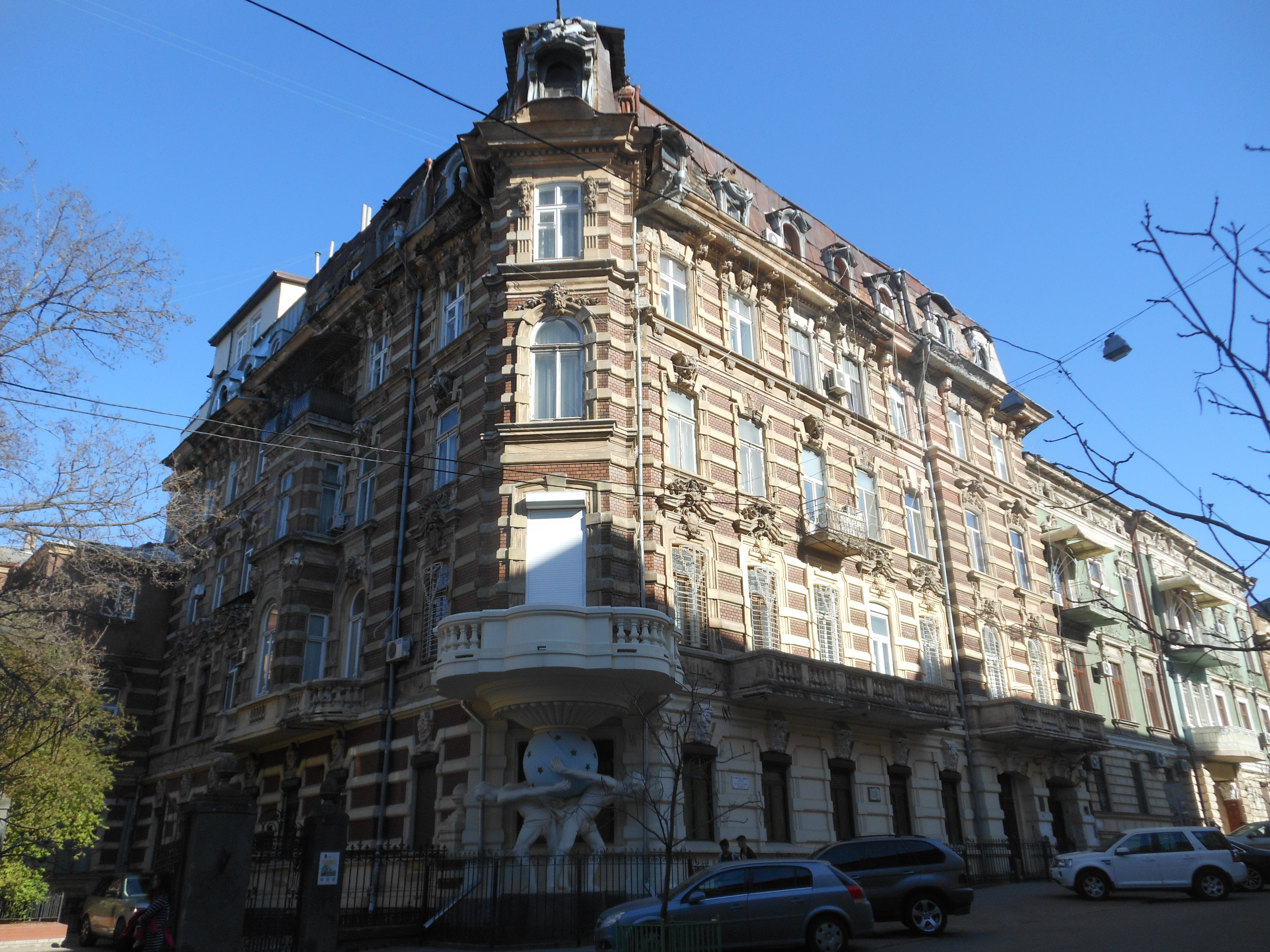
Будинок Фальц-Фейна
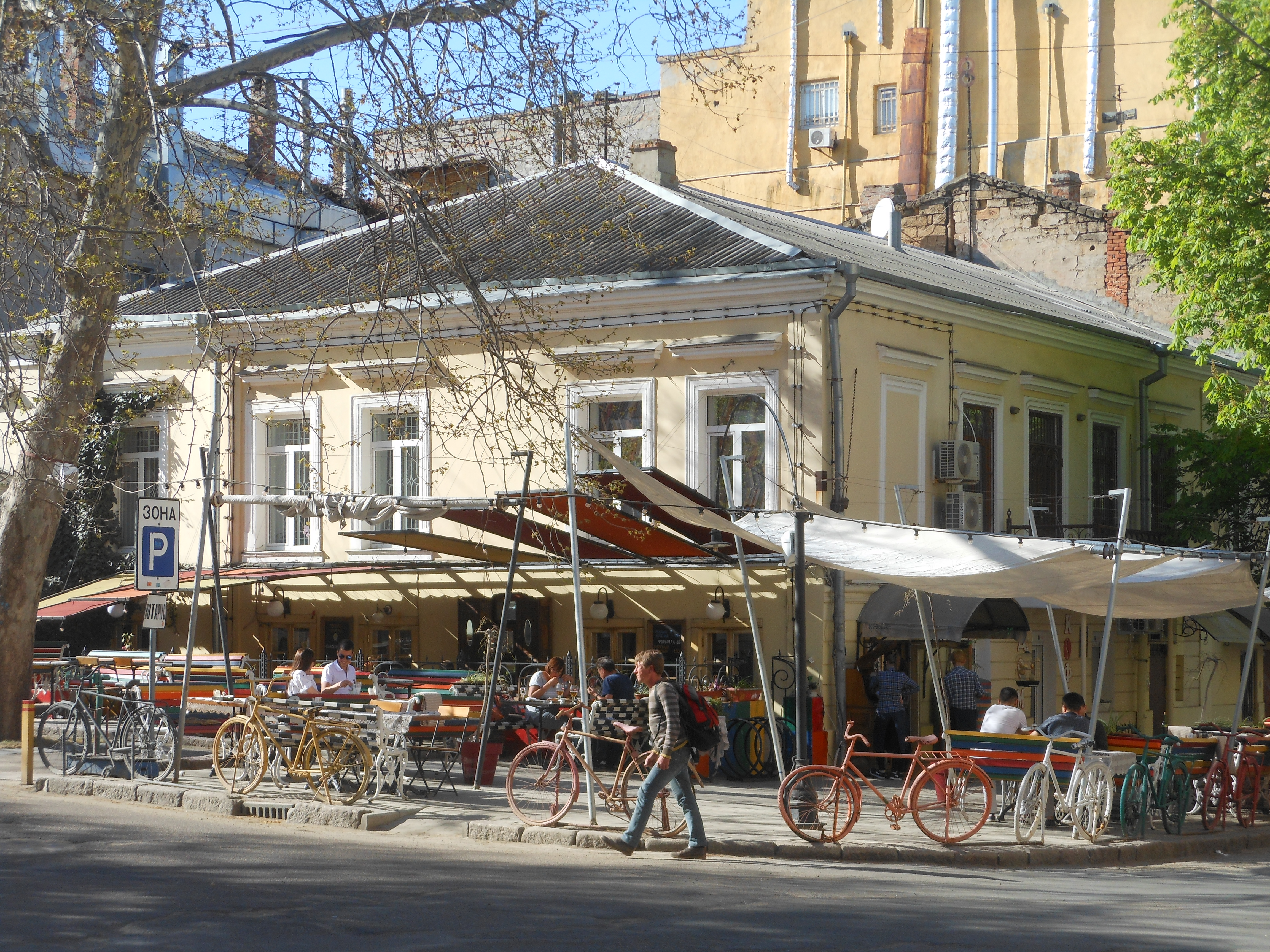
№8 Комплекс будинків Оттона
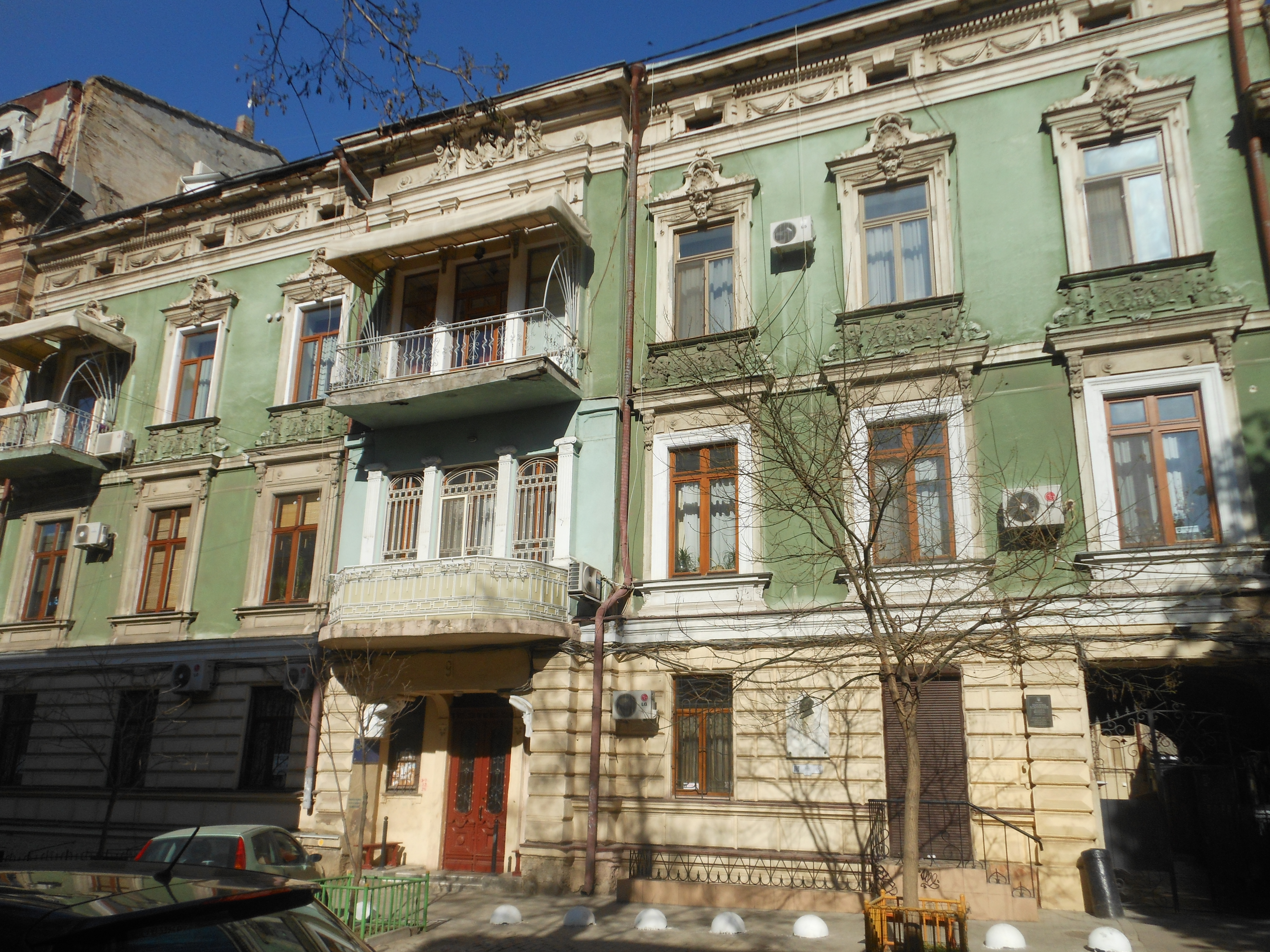
№9 Будинок Шемякіна
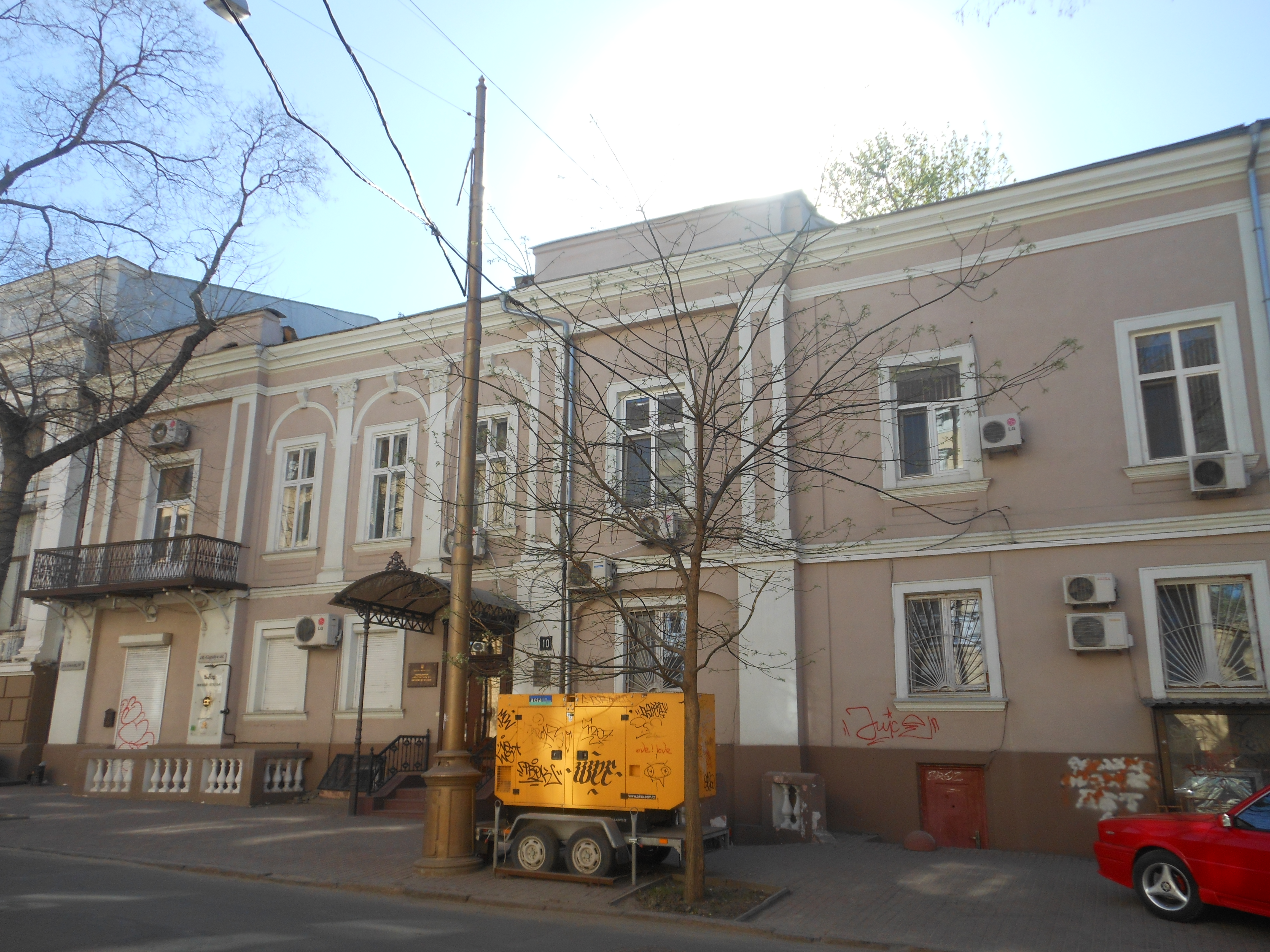
№10 Будинок Заріфі
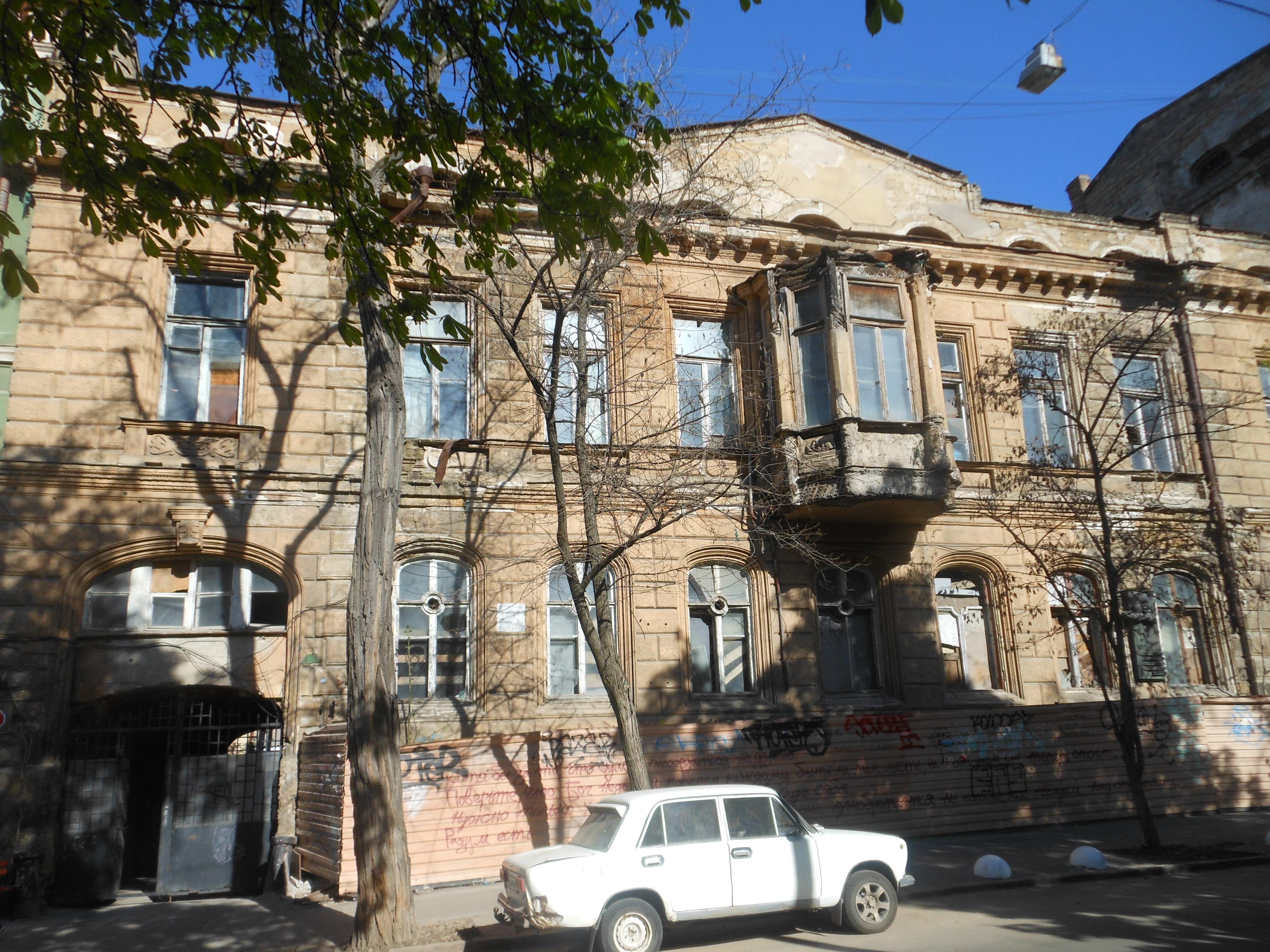
№11 Будинок Трощинського
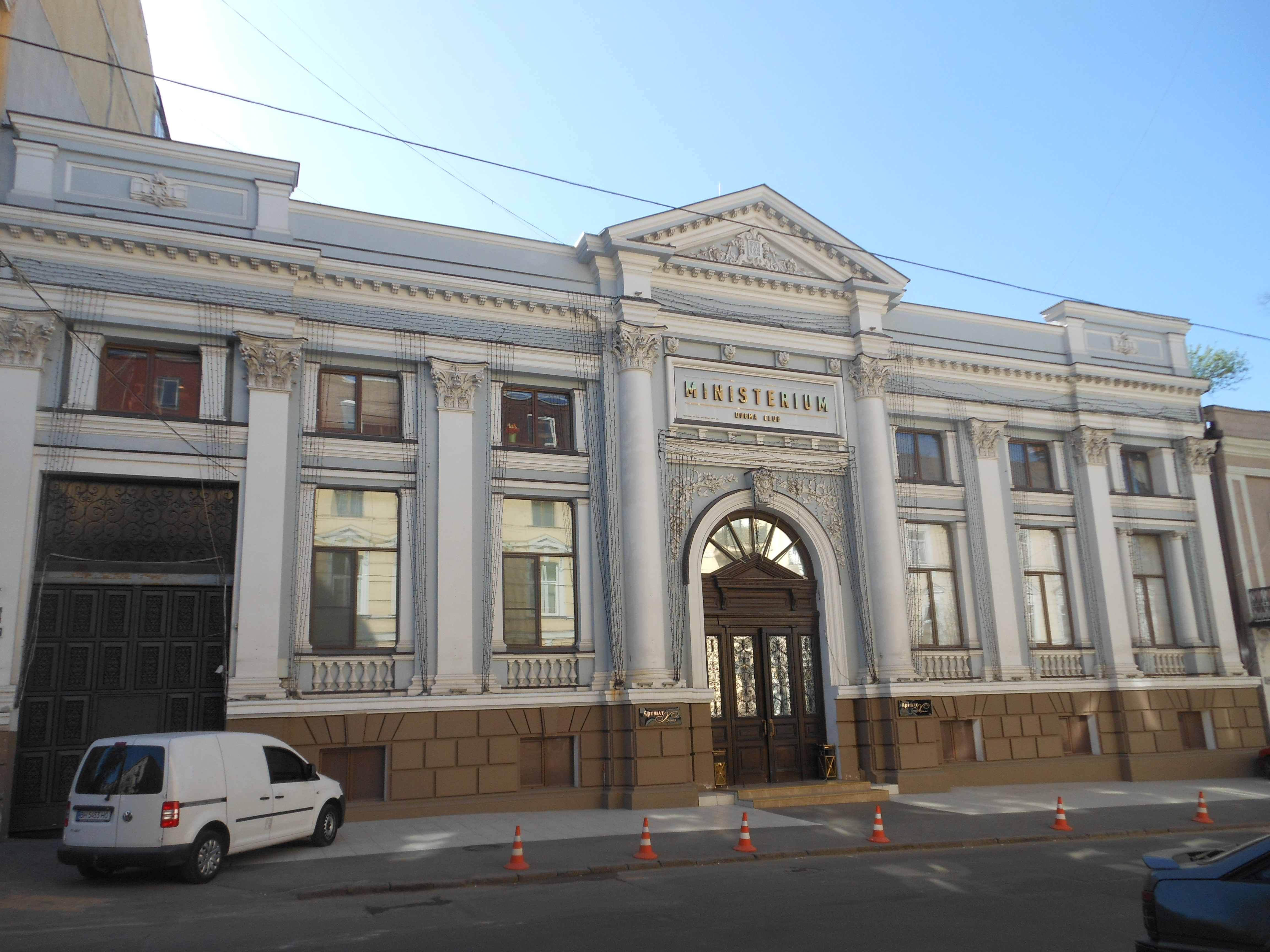
№12 Будинок Кредитного товариства
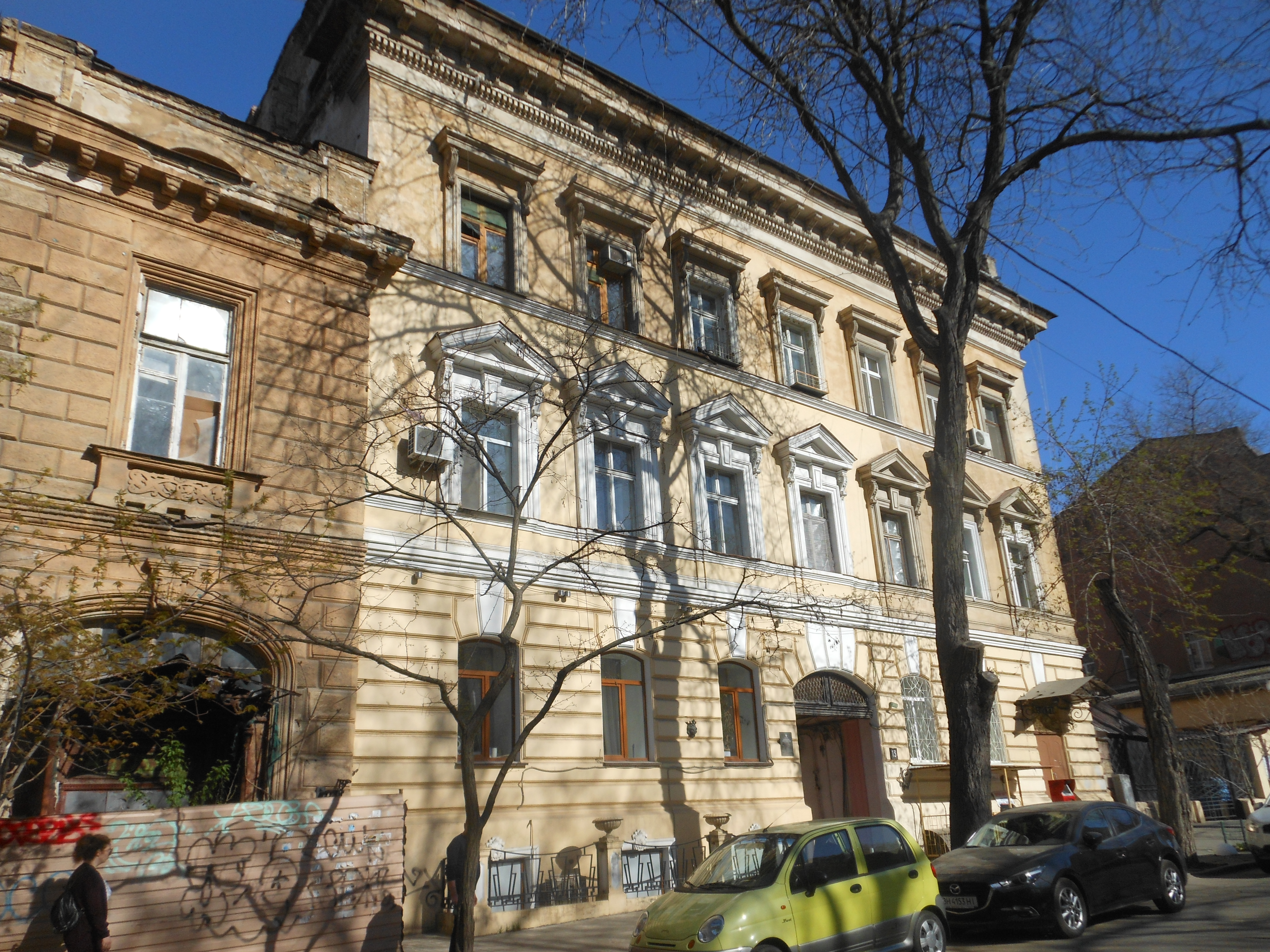
№13 Будинок Ковалевського
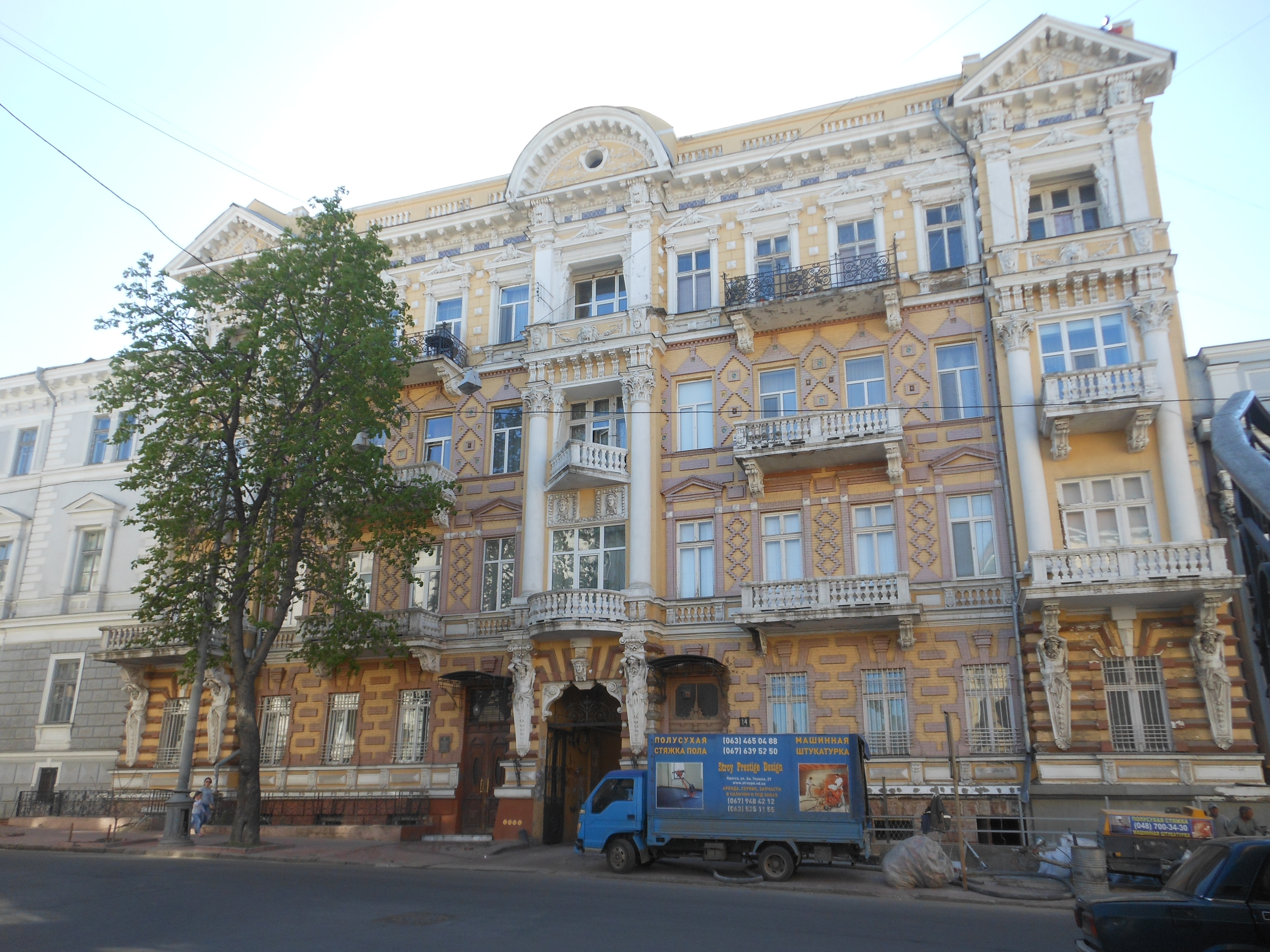
№14 Будинок Заблудовського
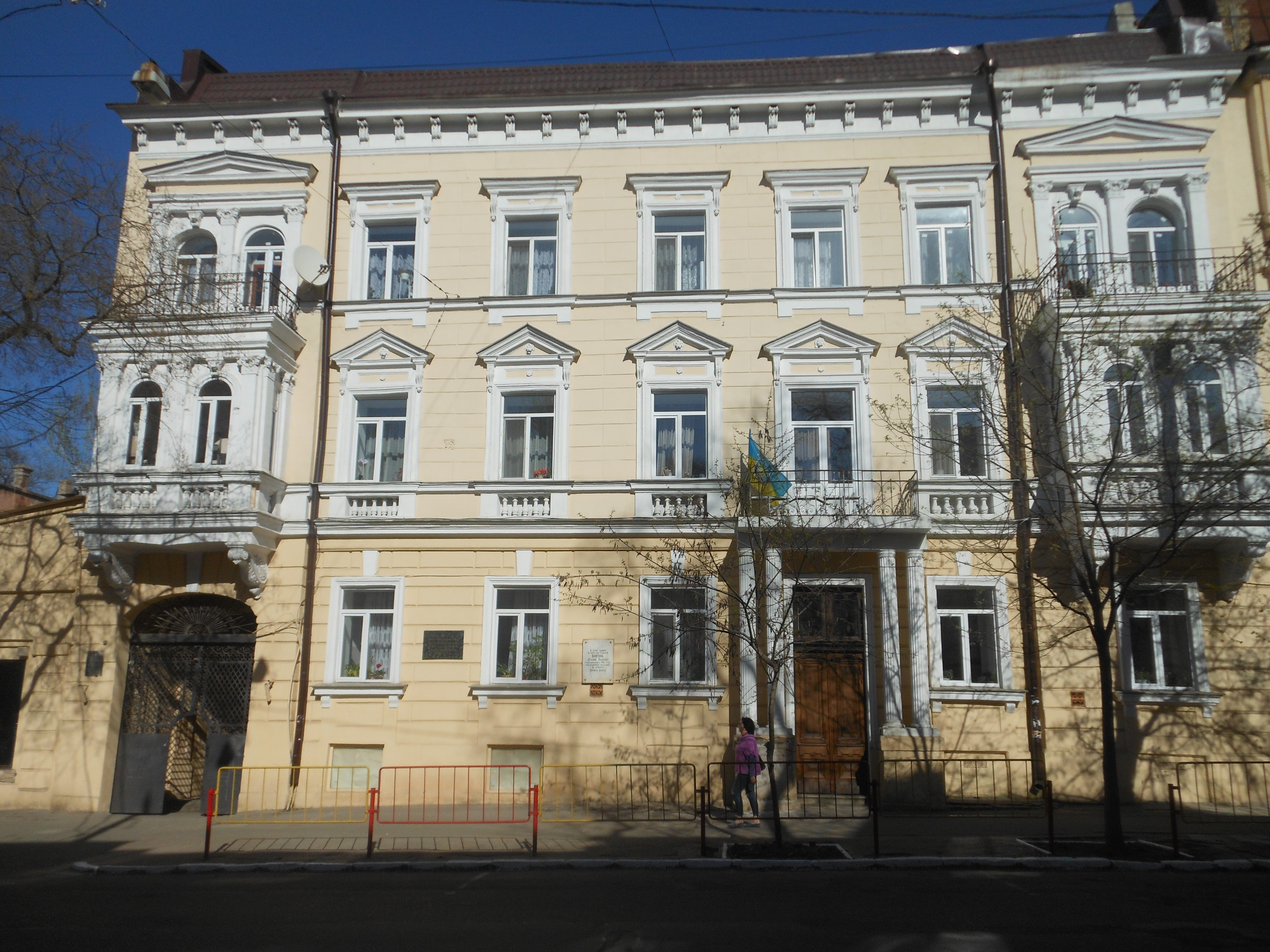
№17 Будинок Машевського
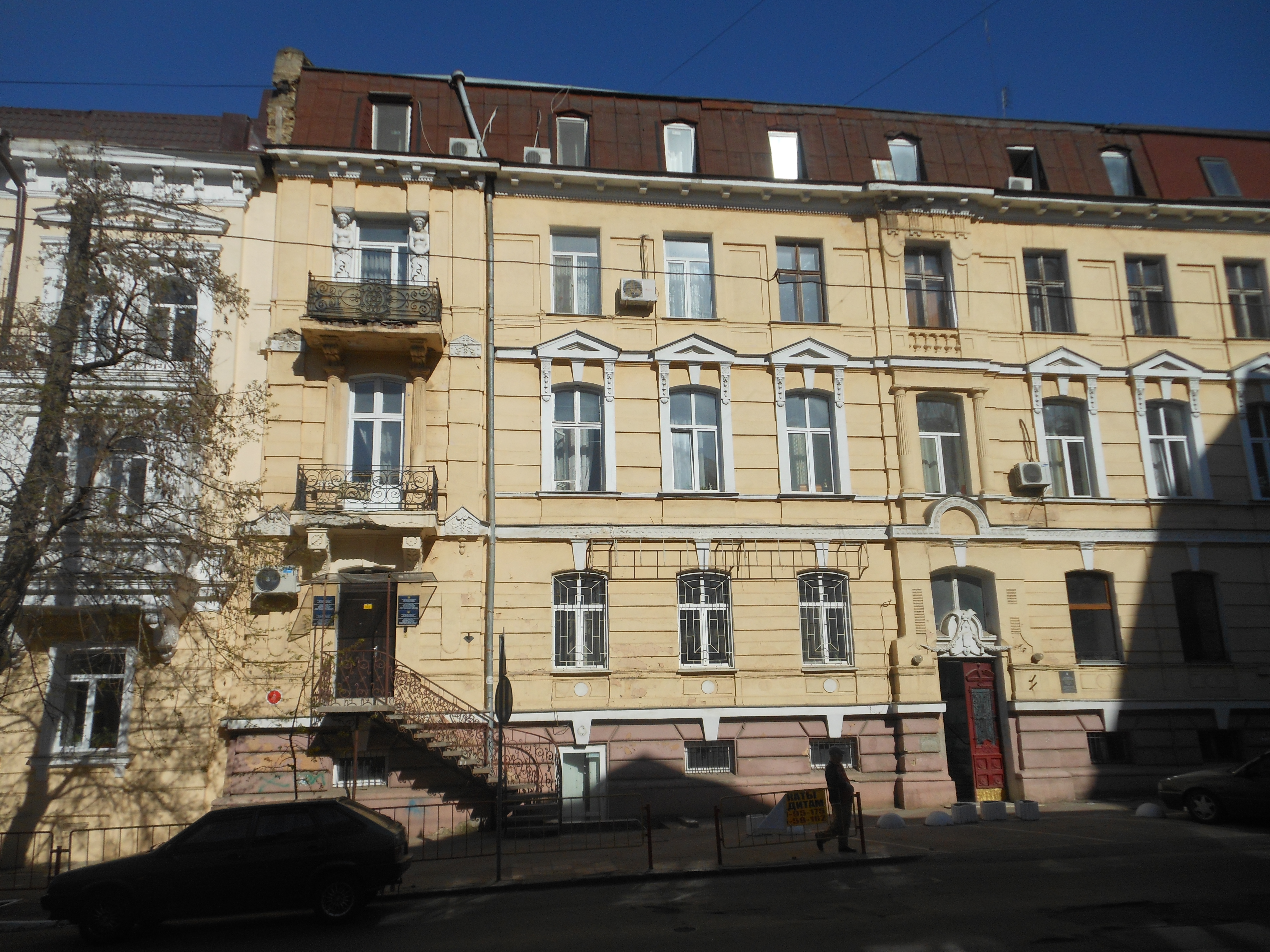
№19 Будинок Толстого